# Manfred Horowitz

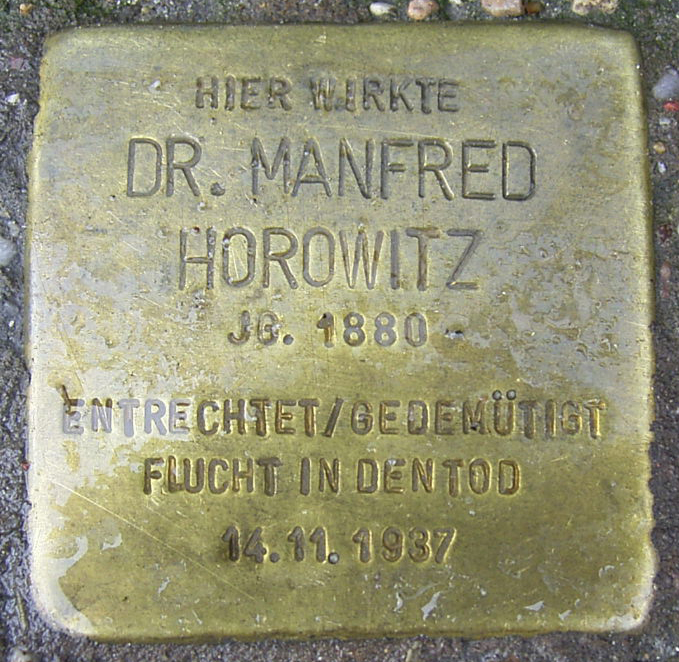
Stolperstein vor Horowitz’ ehemaliger Kanzlei in der Kaiser-Wilhelm-Straße.

Manfred Horowitz (* 15. Januar 1880 in Hamburg; † 14. November 1937 ebenda) war ein deutscher Jurist und Politiker der SPD.

## Leben und Beruf
Horowitz stammte aus einer jüdischen Familie, war selbst aber konfessionslos. Nach dem Besuch der Stiftungsschule von 1815 zwischen 1886 und 1889 folgte der Schulbesuch auf dem Christianeum in Altona (1889 bis 1898). Im Anschluss an das Abitur studierte er drei Jahre Rechtswissenschaften in Kiel, München und Berlin. 1901 folgte das Referendarexamen an der Universität in Kiel. Nach der Promotion zum Doktor der Rechte in Rostock im selben Jahr bestand er die zweite juristische Prüfung 1905 am Hanseatischen Oberlandesgericht. 1905 ließ er sich als Rechtsanwalt in seiner Heimatstadt Hamburg nieder und betrieb mit Hans Heymann eine Sozietät in der Kaiser-Wilhelm-Straße in der Neustadt.
Da er bereits vor 1914 zur Rechtsanwaltschaft zugelassen worden war, konnte Horowitz trotz seiner jüdischen Abstammung seinen Beruf auch nach der Machtübernahme der Nationalsozialisten ausüben. Um seine Frau und seine Tochter nicht zu gefährden, ließ er sich im November 1936 scheiden und wanderte im Januar 1937 nach New York aus. Aus Heimweh und Sehnsucht nach seiner Familie kehrte er aber bereits im Juli desselben Jahres nach Deutschland zurück. Als er von der Staatsmacht aufgefordert wurde, bis zum 18. November 1937 das Gebiet des Deutschen Reiches zu verlassen, brachte er sich um, weil er sich ein Leben ohne seine Familie und seine Heimat nicht vorstellen konnte.

## Abgeordneter
Horowitz gehörte 1919 kurzzeitig für die SPD der Hamburgischen Bürgerschaft an, er war Mitglied des Bürgerausschusses.

## Gedenken
Im Gedenken an Manfred Horowitz wurde vor seinem Wohnhaus in der Lenhartzstraße 7 und vor seiner Kanzlei in der Kaiser-Wilhelm-Straße 23 je ein Stolperstein in den Weg eingelassen.